# Fabio Toninelli
Fabio Lucio Toninelli é um matemático, professor da Universidade Técnica de Viena.
Obteve um doutorado em 2003 na Escola Normal Superior de Pisa, orientado por Francesco Guerra, com a tese Rigorous results for mean field spin glasses: thermodynamic limit and sumrules for the free energy.
Foi palestrante convidado do Congresso Internacional de Matemáticos no Rio de Janeiro (2018: Two-dimensional stochastic interface growth).